# Bettinus (månekrater)
Bettinus er et nedslagskrater på Månen. Det befinder sig på Månens forside nær den sydvestlige rand. På grund af dets placering får perspektivisk forkortning Bettinus til at synes aflangt, når det ses fra Jorden. Det er opkaldt efter den italienske matematiker og astronom Mario Bettini (1582 – 1657).
Navnet blev officielt tildelt af den Internationale Astronomiske Union (IAU) i 1935. 
Observation af krateret rapporteredes første gang i 1645 af Michael Florent van Langren.

## Omgivelser
Syd for Bettinuskraterets rand ligger det lige så store Kircherkrater, og mod nordvest det lidt mindre Zucchiuskrater. Fra vest mod sydvest og nærmere måneranden ligger det gigantiske Baillykrater. 

## Karakteristika
Randen af Bettinus er kun lidt nedslidt, og dets indre væg er lidt bredere mod nordvest. Kraterbunden er forholdsvis flad og har en central top, som er lidt forskudt mod vest for midtpunktet. Der ligger et lille krater langs den østlige rand.

## Satellitkratere
De kratere, som kaldes satellitter, er små kratere beliggende i eller nær hovedkrateret. Deres dannelse er sædvanligvis sket uafhængigt af dette, men de får samme navn som hovedkrateret med tilføjelse af et stort bogstav. På kort over Månen er det en konvention at identificere dem ved at placere dette bogstav på den side af satellitkraterets midte, som ligger nærmest hovedkrateret. Bettinuskrateret har følgende satellitkratere:
| Bettinus | Længde  | Bredde  | Diameter |
| -------- | ------- | ------- | -------- |
| A        | 64,9° S | 48,8° V | 26 km    |
| B        | 63,6° S | 51,0° V | 24 km    |
| C        | 63,3° S | 37,7° V | 20 km    |
| D        | 65,0° S | 46,4° V | 9 km     |
| E        | 63,2° S | 42,1° V | 7 km     |
| F        | 62,9° S | 43,3° V | 6 km     |
| G        | 61,5° S | 44,3° V | 7 km     |
| H        | 64,6° S | 43,7° V | 8 km     |

## Måneatlas
- Billeder af Bettinuskrateret i LPI-måneatlasset